# بوریس بابوچکین
بوریس آندریویچ بابوچکین (روسی: Бори́с Андре́евич Ба́бочкин؛ ‏ ۱۸ ژانویهٔ ۱۹۰۴ – ۱۷ ژوئیهٔ ۱۹۷۵) بازیگر، کارگردان فیلم، کارگردان نمایش، و روزنامه‌نگار اهل روسیه بود.
از فیلم‌ها یا برنامه‌های تلویزیونی که وی در آن نقش داشته‌است، می‌توان به دوستان و چاپایف اشاره کرد.
وی همچنین برندهٔ جوایزی همچون جایزه هنرمند مردمی اتحاد جماهیر شوروی، جایزه دولتی اتحاد شوروی، نشان لنین و هنرمند مردمی جمهوری شوروی فدراتیو سوسیالیستی روسیه شده‌است.